# De Boskampi's
De Boskampi's is een Nederlandse film uit 2015 van Arne Toonen. De film gaat over Rik Boskamp die zijn vader Paul Boskamp omtovert tot een maffiabaas, zonder dat zijn vader dit weet. De film is gebaseerd op een boek van Marjon Hoffman en ging op 19 april 2015 in première op het Filmfestival Zeeuws-Vlaanderen.

## Verhaal
Rik Boskamp is de zoon van boekhouder Paul Boskamp. Paul wordt door zijn collega's en de kinderen uit de buurt gepest. Tevens kan hij geen nee zeggen tegen telemarketeers. Rik wordt eveneens gepest, vooral door Roderick, de zoon van een van de collega's van Paul. Als Paul een promotie kan krijgen, waardoor ze moeten verhuizen, wil hij deze niet. Hij kan niet tegen veranderingen. Rik die de verhuizing wel ziet zitten, zorgt dat de promotie toch doorgaat. Ze verhuizen naar een luxe wijk en Rik gaat naar een andere school. Om te voorkomen dat hij gepest wordt, past hij zijn uiterlijk aan naar dat van een stoere jongen. Toevallig loopt hij de winkel van Gina binnen alwaar hij vrienden maakt met Anton, de verstandelijk beperkte broer van Gina. Onderweg naar huis, komt hij Noah tegen die gepest wordt door jongens uit de buurt. Rik grijpt in en door de komst van Anton weet hij Noah te redden. Samen met Noah verspreidt hij het gerucht dat zijn vader nauwe banden heeft met de maffia (dit doet hij naar aanleiding van een maffiafilm die hij op TV heeft gezien). Op de nieuwe school ziet Rik (die zichzelf voortaan Rikki Boskampi noemt) een knap meisje. Hij weet een plek naast haar te krijgen en lijkt in eerste instantie hierdoor vijanden te worden met Menno en diens bende, maar al snel worden zij vrienden. Alleen is er een probleem: Noah wordt op school gepest door Menno en diens bende. Alles lijkt koek en ei, tot Roderick opeens op school verschijnt. Hij is ook verhuisd naar de wijk waar Rikki woont. Paul wordt ook meteen weer gepest door de vader van Roderick. Terwijl dit alles gebeurt, worden Rikki en zijn vader ook nog eens nauw in de gaten gehouden door hun overbuurman, een doorgedraaide ex-agent. Op een dag wanneer Rikki naar huis loopt, stopt er een grote auto naast hem. In de auto zit Marco jr., de zoon van een echte maffiabaas. Marco Sr. wil graag 'Paulo' spreken. Rikki weet te zorgen dat zijn vader niet thuis is op het tijdstip dat deze opgehaald zou worden en denkt dat het hiermee van de baan is. Wanneer Rikki het gevoel krijgt dat alles misloopt, wil hij alles gaan opbiechten aan Menno en diens bende. Roderick heeft hem echter door en vertelt het geheim alvorens Rikki dit zelf kan doen. Op dat moment wordt Rikki opgepikt door de chauffeur van Marco sr. Paul gaat samen met Gina naar Marco sr. toe om zijn zoon te redden. Op dat moment valt (na een tip van de overbuurman) de politie binnen bij Marco sr. en wordt Paul gearresteerd. Paul en Rikki leggen het hele verhaal uit aan de politie en mogen tot grote ontsteltenis van de overbuurman weer gaan.

## Rolverdeling
| Acteur                 | Personage               | Opmerking                     |
| ---------------------- | ----------------------- | ----------------------------- |
| Thor Braun             | Rikkie                  | Hoofdrol                      |
| Henry van Loon         | Paul                    | Vader van Rikkie              |
| Meral Polat            | Gina                    | Winkeleigenaresse             |
| René van 't Hof        | Fred                    | Overbuurman en oud-politieman |
| Rick Lens              | Roderick                | Pestkop                       |
| Thijn Brobbel          | Noah                    | Pestslachtoffer               |
| Noël Keulen            | Anton                   | Broer van Gina                |
| Ellen Pieters          | Riet                    |                               |
| Loes Haverkort         | Wanda                   |                               |
| Lineke Rijxman         | Gerda                   |                               |
| Dylan Pijper           | Jaap                    |                               |
| Joes Brauers           | Menno                   | Pestkop                       |
| Sep Tamminga           | Dirk                    |                               |
| Joop Kasteel           | Gio                     | Bodyguard Marco sr.           |
| Rana Ayvaz             | Lara                    |                               |
| Rutger de Bekker       | Pierre                  |                               |
| Fedja van Huêt         | Marco sr.               | Maffiabaas                    |
| Maas Bronkhuyzen       | Marco jr.               | Maffiazoon                    |
| Han Oldigs             | Schoolhoofd             |                               |
| Kees Hulst             | Leraar                  |                               |
| Dennis Reinsma         | Albert                  |                               |
| Jan Willem Jurg        | Karel                   |                               |
| Dani van der Linden    | Hein                    |                               |
| Rob Lücker             | Gymleraar oude school   |                               |
| Teun Luijkx            | Gymleraar nieuwe school |                               |
| Ali Sultan             | Pizzabezorger           |                               |
| Raymond Thiry          | Commandant Cornelissen  | Hoofd van de politie          |
| Horace Cohen           | Rechercheur             |                               |
| Lil' Kleine            | Jongen op scooter       |                               |
| Hans Klok              | Zichzelf                |                               |
| Jim de Koning          | Rechercheur             |                               |
| Birgit Schuurman       | Vrouwelijke collega 1   |                               |
| Lucretia van der Vloot | Vrouwelijke collega 2   |                               |
| Rein Hofman            | Aannemer                |                               |
| Jennifer Hoffman       | Sexy buurvrouw          |                               |
| Cees Geel              | Don                     | Maffiabaas in Son of Don      |
| Danny Vera             | Handlanger Don          |                               |
| Sjeng Kessels          | Jongen                  |                               |